# Інстінсьйон
Інстінсьйон (ісп. Instinción) — муніципалітет в Іспанії, у складі автономної спільноти Андалусія, у провінції Альмерія. Населення — 484 особи (2023).
Муніципалітет розташований на відстані близько 390 км на південь від Мадрида, 22 км на північний захід від Альмерії.

## Демографія
Динаміка населення (INE ):